# Kinja Run
Kinja Run — условно-бесплатная компьютерная игра в жанре бесконечного раннера с элементами roguelike, RPG и экшена, разработанная игровыми студиями Hotoon Games и Gorilla Games и изданная сингапурской компанией Habby. Всемирный релиз, которому предшествовали открытие предварительной регистрации и софт-лонч в Юго-Восточной Азии, состоялся 27 июля 2022 года для платформ под управлением Android и iOS.
В Kinja Run игрок управляет котом-ниндзя, которому необходимо добежать до конца уровня посредством уклонения от препятствий и устранения возникающих на пути врагов.

## История разработки
Предварительная регистрация на Kinja Run была открыта в июне 2022 года в магазинах приложений App Store и Google Play Store в странах Юго-Восточной Азии, а уже 4 июля на официальном YouTube-канале Habby был выпущен анонсирующий трейлер. Всемирный запуск для обеих платформ состоялся в этом же месяце, 27 июля.

## Игровой процесс

Геймплей Kinja Run

В распоряжении игрока находится кот-ниндзя, ведущей задачей которого является достижение места назначения — конца уровня, именуемого главой и состоящего из нескольких этапов. На пути ему будут встречаться препятствия, которые следует избегать, а также различные враги, избавиться от которых получится посредством автоматической стрельбы, что активируется в результате нахождения на одной линии с противником, от чьих атак, если нет возможности уклониться, игровой персонаж теряет здоровье. По мере прохождения этапов игроку будет выпадать выбор навыков, усиливающих характеристики либо снабжающих новыми умениями: повышение урона от атаки, шанса критического урона, добавление дополнительного выстрела, оружия и прочие.
В конце каждого забега пользователь получает опыт, необходимый для улучшения уровня персонажа, и золото — основную валюту игры, за счёт которой можно приобретать постоянные улучшения параметров и снаряжение. Помимо золота в игре присутствуют камни талантов, нужные для открытия и совершенствования навыков и характеристик; драгоценные камни, используемые для покупки сундуков, снаряжения и его комплектов и восполнения энергии — ещё одного ограниченного игрового ресурса.
Кроме основной линии глав в Kinja Run присутствуют дополнительные игровые режимы, начиная от мини-игр, где от игрока требуется выполнение определённой задачи за выделенное ему время, и заканчивая испытаниями, время прохождения которых будет также ограничено. Некоторые мини-игры становятся доступны только по определённым дням и на определённое количество прохождений.

## Восприятие

### Коммерческий успех
На интернет-ресурсах TudoCelular.com и AndroidAuthority 4 и 6 августа 2022 года соответственно состоялись публикации списков приложений недели. Kinja Run была удостоена внесения в эти списки. Помимо этого август и сентябрь ознаменовались завоеванием проектом девятого места в шорт-листе 20 игр по росту выручки и третьего места среди 10 лучших игр сентября для Android и iOS по мнению Марьям Асифнейджад из DigikalaMag.

### Отзывы
Dovannhan, рецензент веб-сайта MotGame, выделил простоту игрового процесса, позволяющую пользователю освоить основные механизмы работы игры посредством прохождения всего нескольких уровней, а также графическую составляющую и плавную анимацию Kinja Run, которые предоставляют игроку «великолепные» зрительные ощущения.
Обозреватель интернет-ресурса IphoneSoft Медхи Наитмази сравнил игру с Temple Run, отметив геймплей и заявив, что идея одновременно исполняемых стрельбы и бега «прекрасно» реализована.
Мария Инес Коэльо из Pplware назвала проект прогрессирующим, подметив несложность осуществления контроля ситуации и его освоения. Марко Кальеро же, корреспондент издания Tom’s Hardware, посчитал, что трудно освоение, а геймплей лёгок, подметив сплетение элементов шутера и раннера с «мультяшной» графикой. Мнение критика Cultura Geek заключается в утверждении, что обучение аспектам игры значительно проще, нежели сам «усложняющийся в геометрической прогрессии» процесс, требующий реакции и основательного подхода к выбору стратегии. Помимо этого, автором было выделено музыкальное сопровождение, которое, согласно его оценке, не является выделяющимся, но сохраняет напряжённую атмосферу.